# 小行星7034
小行星7034（英語：7034）是一颗围绕太阳公转的小行星。1994年12月25日，上田清二、金田宏在钏路市发现了此天体。
这颗小行星的绝对星等为247.4342237414788等。